# Moosbeeren
|  | Dieser Artikel wurde aufgrund von formalen oder inhaltlichen Mängeln in der Qualitätssicherung Biologie zur Verbesserung eingetragen. Dies geschieht, um die Qualität der Biologie-Artikel auf ein akzeptables Niveau zu bringen. Bitte hilf mit, diesen Artikel zu verbessern! Artikel, die nicht signifikant verbessert werden, können gegebenenfalls gelöscht werden. Lies dazu auch die näheren Informationen in den Mindestanforderungen an Biologie-Artikel. |

Die Moosbeeren sind eine Artengruppe in der Gattung der Heidelbeeren (Vaccinium). Sie werden meist als Untergattung behandelt, manchmal aber auch als eigene Gattung Oxycoccus abgetrennt. Die Beerenfrüchte ihrer Vertreter sind essbar und haben einen süß-sauren, teilweise leicht faden Geschmack. Die Moosbeeren kommen in gemäßigten Regionen (z. B. auch in Deutschland) im Wald, im Moor und auf der Heide vor.
Regional, beispielsweise im Salzburger Pinzgau oder auch in Tirol, werden die üblichen Heidelbeeren als Moosbeeren bezeichnet.

## Arten
- Südliche Moosbeere (Vaccinium erythrocarpum), „Southern Mountain Cranberry“, in Bergregionen beheimatet (Appalachen, Ostasien)
- Großfrüchtige Moosbeere (Vaccinium macrocarpon), auch als „Kranbeere“, „Kranichbeere“ oder „Cranberry“ (Amerikanische Moosbeere) bezeichnet
- Kleinfrüchtige Moosbeere (Vaccinium microcarpum)
- Gewöhnliche Moosbeere (Vaccinium oxycoccos)